# La caraba
La caraba es una película de Argentina en blanco y negro dirigida por Julio Saraceni según el guion de Emilio Villalba Welsh y Alejandro Verbitsky sobre la obra homónima de Pedro Muñoz Seca que se estrenó el 18 de marzo de 1948 y que tuvo como protagonistas a Olinda Bozán, Francisco Álvarez, Armando Bo y Lidia Denis.

## Sinopsis
Una mitómana no se resigna a su condición humilde y un abogado le hace creer que todo es obra del diablo.

## Reparto
- Olinda Bozán ... Carola Mosca de Suárez
- Francisco Álvarez ... Dr. Zenón Balbuena
- Armando Bo ... Rolando Suárez
- Lidia Denis ... Tota / Bárbara
- Enrique Roldán ... Adolfo Gomara
- Perla Mux ... Lucila
- Ángel Walk ... Gobernador (actor)
- Arturo Arcari ... Perkins (mayordomo)
- Arsenio Perdiguero ... Don Juan
- Baby Correa ... Doña Josefa
- María Esther Corán ... Esposa del gobernador (actriz)
- Mario Baroffio ... J.J.J. Pérez
- Ángel Laborde
- Tato Bores ... Cadete de la tintorería
- Carlos Enríquez ... Fotógrafo
- Eduardo de Labar ... Ministro de la Alimentación (actor
- René Mugica ... El diablo

## Comentarios
Crítica en su crónica dijo:

”Demuestra que aquí pueden hacerse astracanadas eficaces…Olida Bozán está en la plenitud de sus medios expresivos…la dirección de Saraceni fue eficaz, sobre todo el mantenimiento del ritmo, que no decae en ningún momento.”

Por su parte Manrupe y Portela escriben :

”Divertida comedia con la pareja Bozán-Álarez en un gran trabajo. Dos curiosidades:el cartero que, antes de entregarlas, lee las cartas para hacer la noticia más llevadera a sus destinatarios, y también en el rol del diablo, se descubrirá al futuro directos de cine René Mugica.”